# Axel Erik Heinrichs

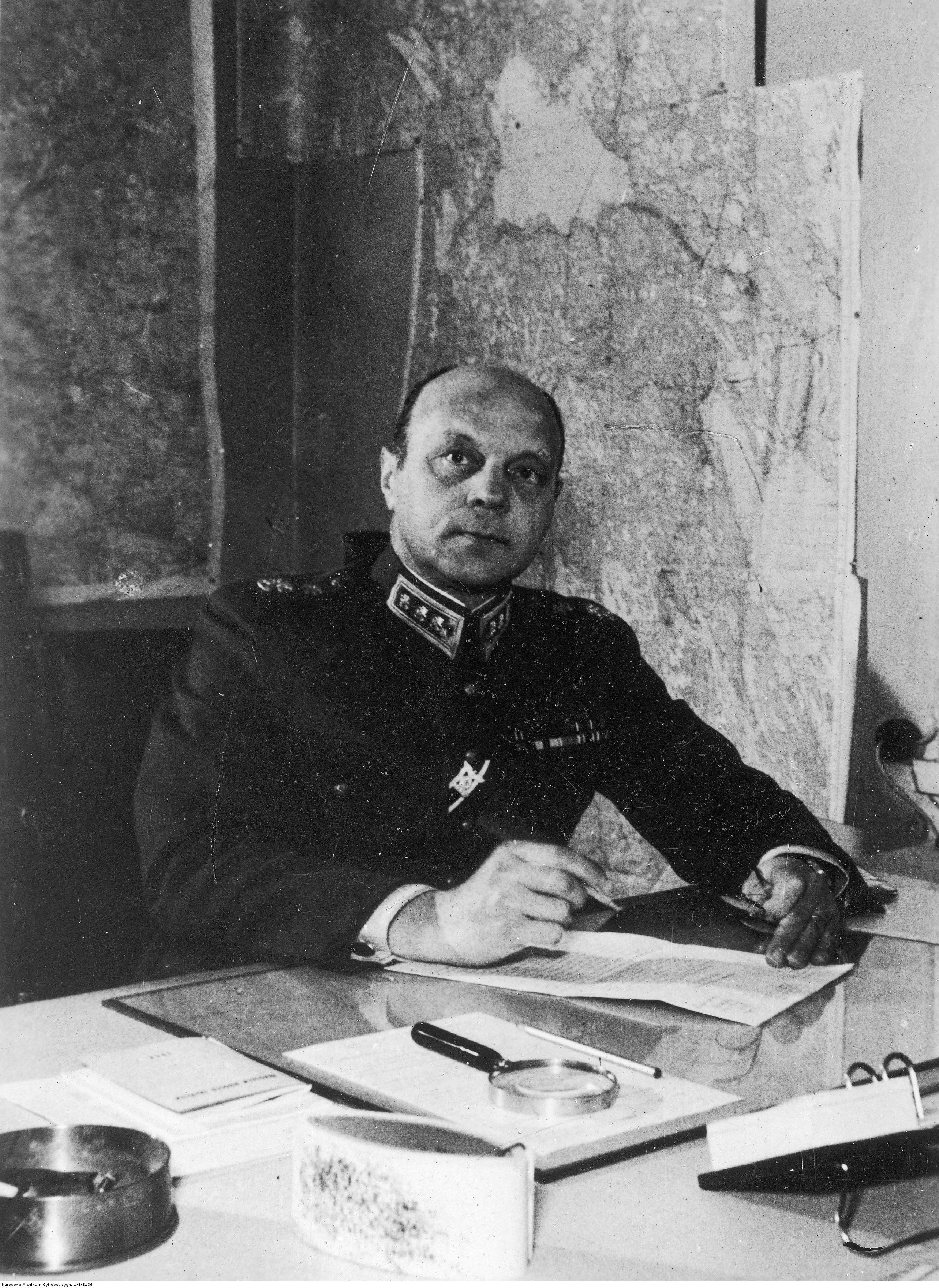
Axel Erik Heinrichs, 1945

Axel Erik Heinrichs (* 21. Juli 1890 in Helsinki; † 16. November 1965 ebenda) war ein finnischer Offizier, zuletzt General der Infanterie und Chef des Generalstabes der finnischen Streitkräfte im Zweiten Weltkrieg.

## Leben
Heinrichs begann seine militärische Laufbahn als Jäger beim Finnischen Jägerbataillon, das zwischen 1915 und 1918 im Rahmen der Preußischen Armee bestand. Während des Finnischen Bürgerkriegs diente er als Bataillonskommandeur der Weißen in den Schlachten von Tampere und Wyborg. Anfang 1940 hielt er sich auf Einladung deutscher Generale zu Gesprächen in Deutschland auf, da die Führungsspitze die finnischen Streitkräfte zu einer Beteiligung am geplanten deutschen Ostfeldzug gewinnen wollte. Bei den durchgeführten Zusammentreffen mit dem Chef des deutschen Generalstabes Generaloberst Franz Halder in Berlin gab er keine Zustimmung für einen solchen Plan ab. Im Winterkrieg befehligte er das finnische III. Armeekorps und vom 19. Februar 1940 an die Armee des Karelischen Isthmus. Im Juni 1940 wurde er Chef des Generalstabs und 1941 zum General der Infanterie befördert.
Im Fortsetzungskrieg befehligte er bis Januar 1942 die Karelische Armee, um dann wieder die Stellung eines Chefs des Generalstabs einzunehmen. Nach dem Krieg war er Oberbefehlshaber der Armee, bis er auf Grund eines Skandals zurücktreten musste.
Am 17. August 1943 wurde Heinrichs mit dem Deutschen Kreuz in Gold ausgezeichnet. Am 5. August 1944 erhielt er das Ritterkreuz des Eisernen Kreuzes und am 31. Dezember 1944 wurde Heinrichs als zweite Person mit dem Mannerheim-Kreuz I. Klasse ausgezeichnet.
Heinrichs war einer der Militärexperten in der Delegation, die von Präsident Paasikivi nach Moskau entsandt wurde, um den Vertrag über Freundschaft, Zusammenarbeit und gegenseitigen Beistand zu verhandeln, der am 8. April 1948 unterzeichnet wurde.
Heinrichs veröffentlichte bereits zu Beginn der 1910er Jahre mehrere Bücher. Diese Tätigkeit nahm er nach dem Zweiten Weltkrieg erneut auf. Unter anderem entstand 1946 ein Werk über den Napoleonischen General Kléber in Ägypten. In den 1950er Jahren war Heinrichs Mitautor der Memoiren von General Mannerheim. Dafür wurde er unter anderem im Mai 1957 mit der Ehrendoktorwürde der Universität Helsinki ausgezeichnet.